# Знак, Анатолий Маркович
Анатолий Маркович Знак (1939—2002) — советский и российский живописец, Народный художник Российской Федерации (2001), член-корреспондент Российской академии художеств (1988), профессор Красноярского художественного института.

## Биография
Анатолий Знак родился в 1939 году на станции Козулька Красноярского края в семье учительницы и железнодорожника. После перенесённой в детстве болезни стал глухонемым. Его талант художника разглядел школьный учитель, который стал учить его писать с натуры. После окончания школы переехал в Красноярск. Там он устроился подсобным рабочим в театр музыкальной комедии и поступил на вечернее отделение художественной школы имени В. И. Сурикова. Потом Анатолий Знак проходил обучение в Ленинградской студии изобразительного и прикладного искусства при Всесоюзном обществе глухих, а затем учился в Ленинградском институте живописи, скульптуры и архитектуры им. И. Е. Репина в мастерской Е. Е. Моисеенко. В 1971 году закончил обучение и вернулся в Красноярск.
В Красноярске Анатолий Знак начал участвовать в художественных выставках, в 1973 году стал членом Союза художников РСФСР. С 1984 по 2002 год преподавал в Красноярском государственном художественном институте (среди учеников — Н.Г. Акимова). В 1989 году открыл персональную творческую мастерскую живописи.
Работы Знака хранятся в музеях Красноярска, Кемерово, Барнаула, Норильска, Новосибирска, Томска. Среди них картины «Красноярск. 1905 год», «Доярки», «Часовой погранзаставы», «Три танкиста», «Конец колчаковщины», «Братья», «Ожидание», триптих «Петр I». Является автором ряда портретов: "Портрет инспектора ГАИ Л. М. Руденко, «Тоня», «Девушка из Тынды», «Портрет В. П. Астафьева», «Сибирячка», «Портрет А. И. Лебедя» и других.

## Память
В честь Анатолия Знака названа детская художественная школа в Ачинске.

## Награды
- Народный художник Российской Федерации (2001)[2]
- Заслуженный художник РСФСР (1978)[2]